# Pulsatrix
Pulsatrix Kaup, 1848 è un genere di uccelli della famiglia degli Strigidae che si caratterizza per il disegno facciale formato dalle sopracciglia.

Precedentemente era assimilato nel genere degli Strix.

Vive esclusivamente nelle regioni tropicali e subtropicali che vanno dal Messico all'Argentina.

## Descrizione
I gufi del genere Pulsatrix sono relativamente grandi. Possono raggiungere lunghezze che vanno dai 41 ai 52 cm. Sono caratterizzati dalla mancanza dei ciuffi auricolari. La testa è arrotondata. Tutte le specie hanno il disegno facciale di colore giallo ocra con delle parti sul bianco. Gli occhi sono grandi e variano dall'arancione al giallo e al marrone scuro. Hanno degli artigli molto forti.

## Tassonomia
Comprende le seguenti specie:
- Pulsatrix melanota (Tschudi, 1844) - gufo ventrefasciato
- Pulsatrix koeniswaldiana (Bertoni, M & Bertoni, W, 1901) - gufo dai sopraccigli fulvi
- Pulsatrix perspicillata (Latham, 1790) - gufo dagli occhiali

Una quarta specie è nota allo stato fossile:
- † Pulsatrix arredondoi Brodkorb, 1969 , specie fossile del Pleistocene superiore